# Aderus afflictus
Aderus afflictus é uma espécie de coleoptera da família Aderidae. A espécie foi descrita cientificamente por Manuel Martínez de la Escalera em 1922.

## Distribuição geográfica
Habita em Bioko  (Fernando Póo) (Guiné Equatorial).